# Gregg Township (Centre County, Pennsylvania)
Gregg Township ist eine Gemeinde (Township) im Centre County im US-Bundesstaat Pennsylvania. Das U.S. Census Bureau hat bei der Volkszählung 2020 eine Einwohnerzahl von 2.261 ermittelt.
Größte Attraktion ist die Karsthöhle Penn’s Cave.